# Имам Реза джамия
Храмът на Имам Реза (на персийски: حرم امام رضا) е свещен храм, който се намира в Машхад, Иран. Машхад буквално означава „място, на което е погребан мъченик“.
Имам Реза е осмият имам на дванайсетте шиити. Това е най-голямата джамия в света по размери и втората по големина, като капацитет.
В комплекса се включват също джамията Гохаршад, музей, библиотека, четири семинарии, гробище, Университетът за ислямски науки Разави, дневна за поклонници, огромни молитвени зали и други сгради. Този комплекс е център на туризма в Иран и е описван като „сърцето на шиитски Иран“, като всяка година милиони поклонници посещават храма.
Храмът покрива площ от 267,079 кв. м., а градините, които го заобикалят – 331,578 кв. м. Или общо 598,657 кв. м. През хилядолетията е бил опустошен и реконструиран няколко пъти.
Самата гробница е разположена под златен купол, с елементи от 12 век. Плоската част на пиедесталът е украсен с мозайка, над който стените и повърхността на купола са облицовани със стъкла през 19 век. Шах Тахмасп I позлатява купола на гробницата, който преди е бил украсен с мозайка. Златото на купола е откраднато и отнесено от узбеките, по време на войните през средновековието и впоследствие възстановено от шах Абас I Велики.
Около гробницата на Имам Реза са разположени и гробниците на Дар ал-Сияда и Дар ал-Хуфаз, и двете поръчани от управителите на джамията Гохаршад.